# 1768
Il 1768 (MDCCLXVIII in numeri romani) è un anno bisestile del XVIII secolo.

## Eventi
- 27 febbraio – Esce la prima stesura di Viaggio sentimentale di Laurence Sterne.
- 15 maggio – Firma del Trattato di Versailles tra la Repubblica di Genova e la Corona di Francia. La Repubblica offre la Corsica quale garanzia per i debiti contratti verso Luigi XV (pari a circa due milioni di lire genovesi).
- Viene inventato a Napoli il gattò di patate in occasione delle nozze della regina Maria Carolina, figlia di Maria Teresa Lorena-Asburgo moglie di Ferdinando I Borbone.
- 26 agosto – James Cook inizia il suo primo viaggio di esplorazione dell'Australia e della Nuova Zelanda salpando con la HMS Endeavour dal porto inglese di Plymouth.
- 25 settembre – Scoppia la Guerra russo-turca, che durerà fino al 1774.
- Dicembre – Compare la prima edizione dell'Enciclopedia Britannica.

## Nati
Ci sono circa 200 voci su persone nate nel 1768; vedi la pagina Nati nel 1768 per un elenco descrittivo o la categoria Nati nel 1768 per un indice alfabetico.

## Morti

### Gennaio
- 1º gennaio - Jean Restout, pittore francese (n. 1692)
- 2 gennaio - Gregorio Babbi, tenore italiano (n. 1708)
- 10 gennaio - Charles Cressent, scultore e ebanista francese (n. 1685)
- 12 gennaio - Johann Philipp von Walderdorff, arcivescovo cattolico tedesco (n. 1701)
- 13 gennaio - Giuseppe Simone Assemani, bibliotecario, orientalista e arcivescovo cattolico libanese (n. 1687)
- 13 gennaio - Pierre-Gabriel Buffardin, flautista e compositore francese
- 14 gennaio - Maria Diomira del Verbo Incarnato, religiosa italiana (n. 1708)
- 29 gennaio - John Martyn, botanico inglese (n. 1699)

### Febbraio
- 2 febbraio - Robert Smith, matematico britannico (n. 1689)
- 4 febbraio - Adeodato Maria da Venezia, monaco cristiano e letterato italiano (n. 1701)
- 19 febbraio - Cesare Alberico Lucini, arcivescovo cattolico italiano (n. 1730)
- 29 febbraio - Ignazio Michele Crivelli, cardinale e arcivescovo cattolico italiano (n. 1698)

### Marzo
- 1º marzo - Hermann Samuel Reimarus, filosofo e scrittore tedesco (n. 1694)
- 3 marzo - Giovanni Antonio Pecci, letterato, storico e politico italiano (n. 1693)
- 3 marzo - Nicola Porpora, compositore italiano (n. 1686)
- 11 marzo - Giacinto Manna, clavicembalista italiano (n. 1706)
- 11 marzo - Giovanni Battista Vaccarini, architetto italiano (n. 1702)
- 15 marzo - Filippo Venuti, archeologo e enciclopedista italiano (n. 1706)
- 18 marzo - Laurence Sterne, scrittore e religioso irlandese (n. 1713)
- 19 marzo - Contuccio Contucci, archeologo e gesuita italiano (n. 1688)

### Aprile
- 5 aprile - Egidio Forcellini, presbitero, latinista e lessicografo italiano (n. 1688)
- 6 aprile - Simone Martinez, scultore italiano (n. 1689)
- 12 aprile - Claude Rabuel, matematico e gesuita francese (n. 1668)
- 14 aprile - François de Cuvilliés il Vecchio, architetto, scultore e stuccatore belga (n. 1695)
- 14 aprile - Francesco Monti, pittore e disegnatore italiano (n. 1685)
- 14 aprile - Mateusz Zwierzchowski, compositore e organista polacco (n. 1713)
- 15 aprile - Pietro Antonio Raimondi, vescovo cattolico italiano (n. 1698)
- 18 aprile - Apollonio Nasini, pittore italiano (n. 1692)
- 19 aprile - Canaletto, pittore e incisore italiano (n. 1697)
- 23 aprile - Nicola Sánchez de Luna, arcivescovo cattolico italiano (n. 1725)
- 24 aprile - Johann Valentin Tischbein, pittore tedesco (n. 1715)
- 29 aprile - Georg Brandt, chimico e mineralogista svedese (n. 1694)
- 29 aprile - Filippo della Valle, scultore italiano (n. 1698)
- 30 aprile - Tommaso Porta, pittore italiano

### Maggio
- 6 maggio - Luigi Alessandro di Borbone, principe francese (n. 1747)
- 9 maggio - Philipp Friedrich Gmelin, botanico e chimico tedesco (n. 1721)
- 13 maggio - Luisa Anna di Hannover, principessa inglese (n. 1749)
- 20 maggio - Francesco Brusa, compositore e organista italiano (n. 1700)
- 23 maggio - Francesco Maria della Rovere, doge (n. 1695)
- 28 maggio - Anna Petrovna Šeremeteva, nobildonna russa (n. 1744)
- 30 maggio - Harry Grey, IV conte di Stamford, nobile britannico (n. 1715)
- 30 maggio - Eggert Ólafsson, esploratore e scrittore islandese (n. 1726)

### Giugno
- 8 giugno - Johann Joachim Winckelmann, bibliotecario, storico dell'arte e archeologo tedesco (n. 1717)
- 11 giugno - Anton Giorgio Clerici, nobile, generale e mecenate italiano (n. 1715)
- 11 giugno - Stefano Pozzi, pittore italiano (n. 1699)
- 12 giugno - Elizabeth Colyear, nobildonna inglese (n. 1689)
- 14 giugno - Giovan Francesco Gaggini, pittore e artista svizzero (n. 1683)
- 14 giugno - James Short, matematico e ottico scozzese (n. 1710)
- 17 giugno - Giovanni Antonio Ruzzini, politico e diplomatico italiano (n. 1713)
- 20 giugno - Vincenzo Cannizzaro, pittore italiano (n. 1742)
- 28 giugno - George Hadley, avvocato e fisico inglese (n. 1685)
- 29 giugno - Enrichetto Virginio Natta, cardinale e vescovo cattolico italiano (n. 1701)

### Luglio
- 2 luglio - Giuseppe Maria Imbonati, letterato e mecenate italiano (n. 1688)
- 9 luglio - Giovanni Carafa di Noja, nobile e matematico italiano (n. 1715)
- 9 luglio - Lorenzo Da Ponte, vescovo cattolico italiano (n. 1695)
- 11 luglio - José de Nebra, compositore spagnolo (n. 1702)
- 20 luglio - Francesco Arcangeli, assassino italiano (n. 1737)
- 20 luglio - Jacoma Antonia Camilla Veronese, attrice teatrale italiana (n. 1735)
- 24 luglio - Guglielmo Enrico di Nassau-Saarbrücken, principe (n. 1718)
- 30 luglio - Giorgio Baffo, poeta italiano (n. 1694)

### Agosto
- 1º agosto - Jacopo Muselli, numismatico e antiquario italiano (n. 1697)
- 3 agosto - Carlo Sebastiano Berardi, presbitero e avvocato italiano (n. 1719)
- 3 agosto - Thomas Secker, arcivescovo anglicano inglese (n. 1693)
- 9 agosto - Romualdo Cilli, architetto italiano (n. 1711)
- 11 agosto - Peter Collinson, botanico inglese (n. 1694)
- 15 agosto - Niccolò Piccinni, giurista e poeta italiano (n. 1704)
- 17 agosto - Vasilij Kirillovič Tredjakovskij, poeta e traduttore russo (n. 1703)
- 18 agosto - Giovanni Domenico Ferretti, pittore italiano (n. 1692)
- 20 agosto - Giuseppe Ignazio Filippo d'Assia-Darmstadt, vescovo cattolico tedesco (n. 1699)
- 24 agosto - Marcello Crescenzi, cardinale e arcivescovo cattolico italiano (n. 1694)
- 24 agosto - Antonio de Guill y Gonzaga, politico spagnolo (n. 1715)
- 31 agosto - Giuseppe Antonio Alberti, ingegnere e agronomo italiano (n. 1712)

### Settembre
- 2 settembre - Antoine Deparcieux, matematico francese (n. 1703)
- 2 settembre - Mary Lepell, nobildonna inglese (n. 1700)
- 4 settembre - Pietro Correr, politico e diplomatico italiano (n. 1707)
- 12 settembre - Joseph-Nicolas Delisle, astronomo francese (n. 1688)
- 14 settembre - Filippo Giulio Francesco Mancini, nobile francese (n. 1676)
- 17 settembre - Manuel da Maia, architetto, ingegnere e archivista portoghese (n. 1677)
- 22 settembre - Inocențiu Micu-Klein, vescovo cattolico rumeno (n. 1692)
- 29 settembre - Christian Seybold, pittore tedesco (n. 1695)

### Ottobre
- 1º ottobre - Robert Simson, matematico scozzese (n. 1687)
- 4 ottobre - Andrea Lucchesi Palli, vescovo cattolico e nobile italiano (n. 1692)
- 6 ottobre - Antoine Dérizet, architetto francese (n. 1685)
- 8 ottobre - Pierre-Simon Fournier, incisore e tipografo francese (n. 1712)
- 8 ottobre - Pierre-Joseph Thoulier d'Olivet, grammatico, traduttore e abate francese (n. 1682)
- 16 ottobre - Jan Křtitel Boháč, naturalista e medico tedesco (n. 1724)
- 17 ottobre - Luigi VIII d'Assia-Darmstadt, nobile (n. 1691)
- 20 ottobre - Silahdar Hamza Mahir Pascià, politico ottomano (n. 1727)
- 23 ottobre - Jean-Baptiste Boudard, scultore francese (n. 1710)
- 28 ottobre - Michel Blavet, flautista e compositore francese (n. 1700)
- 31 ottobre - Francesco Maria Veracini, compositore e violinista italiano (n. 1690)

### Novembre
- 1º novembre - Pierre Van Maldere, violinista e compositore belga (n. 1729)
- 16 novembre - Hans von Lehwaldt, generale prussiano (n. 1685)
- 17 novembre - Thomas Pelham-Holles, I duca di Newcastle-upon-Tyne, politico inglese (n. 1693)
- 18 novembre - Enea Silvio Piccolomini, cardinale italiano (n. 1709)
- 24 novembre - Ricciarda Gonzaga, nobile italiana (n. 1698)

### Dicembre
- 13 dicembre - Étienne Noël Damilaville, filosofo e enciclopedista francese (n. 1723)
- 14 dicembre - Ulrika Sparre, nobildonna svedese (n. 1711)
- 20 dicembre - Carlo Innocenzo Frugoni, librettista e poeta italiano (n. 1692)

### Senza giorno specificato
- Ivan Barkov, scrittore, traduttore e poeta russo (n. 1732)
- Jan Pieter van Baurscheit il Giovane, scultore e architetto fiammingo (n. 1699)
- Anton Maria Borga, presbitero e letterato italiano (n. 1723)
- Karl Hugo von Brackel, generale tedesco (n. 1716)
- Giovanni Battista Chiappe, pittore italiano (n. 1691)
- George Dance il Vecchio, architetto e pittore inglese (n. 1695)
- Domenico Gallo, compositore e violinista italiano
- Francis Head, IV baronetto, presbitero inglese (n. 1693)
- Franz Hilverding, coreografo e ballerino austriaco (n. 1710)
- Teimuraz d'Imerezia, re
- Jean-Pierre Le Camus, compositore e musicista svizzero (n. 1700)
- Michael Balthasar von Christalnigg, presbitero austriaco (n. 1710)
- Stepan Voinovič Murav'ëv, navigatore e esploratore russo (n. 1707)
- Giovanni Battista Natali, scultore e pittore italiano (n. 1698)
- Hannah Pritchard, attrice teatrale britannica (n. 1711)
- Giuseppe Antonio Schiavi, scultore e pittore italiano
- Rudolf Schraffl, architetto austriaco (n. 1713)
- Javāhara Siṃha, sovrano indiano
- Edmund Stone, matematico scozzese
- Francesco Vellani, pittore italiano (n. 1689)
- Paula de Odivelas, religiosa portoghese (n. 1701)

## Calendario
| Calendario 1768 | Calendario 1768 | Calendario 1768 | Calendario 1768 | Calendario 1768 | Calendario 1768 | Calendario 1768 | Calendario 1768 | Calendario 1768 | Calendario 1768 | Calendario 1768 | Calendario 1768 | Calendario 1768 | Calendario 1768 | Calendario 1768 | Calendario 1768 | Calendario 1768 | Calendario 1768 | Calendario 1768 | Calendario 1768 | Calendario 1768 | Calendario 1768 | Calendario 1768 | Calendario 1768 | Calendario 1768 | Calendario 1768 | Calendario 1768 | Calendario 1768 | Calendario 1768 | Calendario 1768 | Calendario 1768 | Calendario 1768 | Calendario 1768 |
| --------------- | --------------- | --------------- | --------------- | --------------- | --------------- | --------------- | --------------- | --------------- | --------------- | --------------- | --------------- | --------------- | --------------- | --------------- | --------------- | --------------- | --------------- | --------------- | --------------- | --------------- | --------------- | --------------- | --------------- | --------------- | --------------- | --------------- | --------------- | --------------- | --------------- | --------------- | --------------- | --------------- |
|                 | 1               | 2               | 3               | 4               | 5               | 6               | 7               | 8               | 9               | 10              | 11              | 12              | 13              | 14              | 15              | 16              | 17              | 18              | 19              | 20              | 21              | 22              | 23              | 24              | 25              | 26              | 27              | 28              | 29              | 30              | 31              |                 |
| Gennaio         | Ve              | Sa              | Do              | Lu              | Ma              | Me              | Gi              | Ve              | Sa              | Do              | Lu              | Ma              | Me              | Gi              | Ve              | Sa              | Do              | Lu              | Ma              | Me              | Gi              | Ve              | Sa              | Do              | Lu              | Ma              | Me              | Gi              | Ve              | Sa              | Do              |                 |
| Febbraio        | Lu              | Ma              | Me              | Gi              | Ve              | Sa              | Do              | Lu              | Ma              | Me              | Gi              | Ve              | Sa              | Do              | Lu              | Ma              | Me              | Gi              | Ve              | Sa              | Do              | Lu              | Ma              | Me              | Gi              | Ve              | Sa              | Do              | Lu              |                 |                 |                 |
| Marzo           | Ma              | Me              | Gi              | Ve              | Sa              | Do              | Lu              | Ma              | Me              | Gi              | Ve              | Sa              | Do              | Lu              | Ma              | Me              | Gi              | Ve              | Sa              | Do              | Lu              | Ma              | Me              | Gi              | Ve              | Sa              | Do              | Lu              | Ma              | Me              | Gi              |                 |
| Aprile          | Ve              | Sa              | Do              | Lu              | Ma              | Me              | Gi              | Ve              | Sa              | Do              | Lu              | Ma              | Me              | Gi              | Ve              | Sa              | Do              | Lu              | Ma              | Me              | Gi              | Ve              | Sa              | Do              | Lu              | Ma              | Me              | Gi              | Ve              | Sa              |                 |                 |
| Maggio          | Do              | Lu              | Ma              | Me              | Gi              | Ve              | Sa              | Do              | Lu              | Ma              | Me              | Gi              | Ve              | Sa              | Do              | Lu              | Ma              | Me              | Gi              | Ve              | Sa              | Do              | Lu              | Ma              | Me              | Gi              | Ve              | Sa              | Do              | Lu              | Ma              |                 |
| Giugno          | Me              | Gi              | Ve              | Sa              | Do              | Lu              | Ma              | Me              | Gi              | Ve              | Sa              | Do              | Lu              | Ma              | Me              | Gi              | Ve              | Sa              | Do              | Lu              | Ma              | Me              | Gi              | Ve              | Sa              | Do              | Lu              | Ma              | Me              | Gi              |                 |                 |
| Luglio          | Ve              | Sa              | Do              | Lu              | Ma              | Me              | Gi              | Ve              | Sa              | Do              | Lu              | Ma              | Me              | Gi              | Ve              | Sa              | Do              | Lu              | Ma              | Me              | Gi              | Ve              | Sa              | Do              | Lu              | Ma              | Me              | Gi              | Ve              | Sa              | Do              |                 |
| Agosto          | Lu              | Ma              | Me              | Gi              | Ve              | Sa              | Do              | Lu              | Ma              | Me              | Gi              | Ve              | Sa              | Do              | Lu              | Ma              | Me              | Gi              | Ve              | Sa              | Do              | Lu              | Ma              | Me              | Gi              | Ve              | Sa              | Do              | Lu              | Ma              | Me              |                 |
| Settembre       | Gi              | Ve              | Sa              | Do              | Lu              | Ma              | Me              | Gi              | Ve              | Sa              | Do              | Lu              | Ma              | Me              | Gi              | Ve              | Sa              | Do              | Lu              | Ma              | Me              | Gi              | Ve              | Sa              | Do              | Lu              | Ma              | Me              | Gi              | Ve              |                 |                 |
| Ottobre         | Sa              | Do              | Lu              | Ma              | Me              | Gi              | Ve              | Sa              | Do              | Lu              | Ma              | Me              | Gi              | Ve              | Sa              | Do              | Lu              | Ma              | Me              | Gi              | Ve              | Sa              | Do              | Lu              | Ma              | Me              | Gi              | Ve              | Sa              | Do              | Lu              |                 |
| Novembre        | Ma              | Me              | Gi              | Ve              | Sa              | Do              | Lu              | Ma              | Me              | Gi              | Ve              | Sa              | Do              | Lu              | Ma              | Me              | Gi              | Ve              | Sa              | Do              | Lu              | Ma              | Me              | Gi              | Ve              | Sa              | Do              | Lu              | Ma              | Me              |                 |                 |
| Dicembre        | Gi              | Ve              | Sa              | Do              | Lu              | Ma              | Me              | Gi              | Ve              | Sa              | Do              | Lu              | Ma              | Me              | Gi              | Ve              | Sa              | Do              | Lu              | Ma              | Me              | Gi              | Ve              | Sa              | Do              | Lu              | Ma              | Me              | Gi              | Ve              | Sa              |                 |